# Lista de pinturas de Ernst Ludwig Kirchner
Esta é uma lista de pinturas de Ernst Ludwig Kirchner que como tal estão registadas na Wikidata.

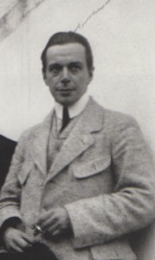
Ernst Ludwig Kirchner em 1923

Ernst Ludwig Kirchner (1880-1938) foi um pintor expressionista alemão, tendo sido um dos fundadores do grupo expressionista Die Brücke, em 1905, juntamente com Fritz Bleyl, Erich Heckel e Karl Schmidt-Rottluff.
Nos primeiros anos, Kirchner concentrou-se em nus em estúdio, na vida noturna urbana e em retratos. Nos verões passados com outros artistas da Brücke e modelos nos lagos de Moritzburg (de 1909 a 1911) e na ilha báltica de Fehmarn (de 1912 a 1914) criaram muitas obras de nus na natureza. A partir de 1910 foi cada vez mais influenciado pela arte africana, indiana e da Oceania, tendo-se mudado para Berlim, em 1911, com outros artistas da Brücke, mas o grupo dissolveu-se em 1913. De 1913 a 1915 criou pinturas com cenas de rua de Berlim, marcando um ponto alto da sua carreira artística. Em 1915, alistou-se como "voluntário involuntário" e tornou-se motorista de um regimento de artilharia tendo sofrido um colapso mental e físico e dispensado do serviço militar. Convalesceu depois em vários sanatórios, nas montanhas da Suíça, onde a paisagem e os seus habitantes se tornaram um tema favorito.
Kirchner praticou a gravura em toda a sua carreira, tendo criado mais de duas mil impressões em xilogravura, gravura e litografia, quase todas em pequenas edições, adoptando uma abordagem inovadora e obtendo frequentemente efeitos únicos e não ortodoxos.
Em 1937, os nazis retiraram 639 pinturas de Kirchner das coleções públicas o que terá conduzido ao seu suicídio no ano seguinte.
| Imagem | Título                                                                                | Data de publicação | Parte de     | Coleção | Localização                 |
| ------ | ------------------------------------------------------------------------------------- | ------------------ | ------------ | --- | --------------------------- |
|        | Cinco mulheres na rua                                                                 | 1913               |              | Museum Ludwig                                                                                                 | Altstadt-Nord               |
|        | Cena de rua de Berlim                                                                 | 1913               |              | Neue Galerie                                                                                                  | Manhattan                   |
|        | Marzella                                                                              | século XX          |              | Museu de Arte Moderna de Estocolmo                                                                            | Município de Estocolmo      |
|        | Cinco banhistas num lago                                                              | 1911               |              | Museu Brücke                                                                                                  | Steglitz-Zehlendorf         |
|        | Nu feminino com chapéu                                                                | 1911               |              | Museum Ludwig Museu Wallraf–Richartz                                                                          | Altstadt-Nord               |
|        | A Torre Vermelha em Halle                                                             | 1915               |              | Museum Folkwang                                                                                               | Stadtbezirk II (Essen)      |
|        | Quatro esculturas de madeira                                                          | 1912               |              | Dallas Museum of Art                                                                                          | Dallas                      |
|        | Fränzi em frente duma cadeira esculpida                                               | 1910               |              | Museu Thyssen-Bornemisza                                                                                      | Madrid                      |
|        | Nuas de pé junto ao fogão                                                             | 1908               |              | Coleções Nacionais de Dresden                                                                                 | Dresden                     |
|        | Praça Potsdam, Berlim                                                                 | 1914               | Cenas de rua | Neue Nationalgalerie                                                                                          | Berlin-Mitte                |
|        | Retrato de Erna Schilling                                                             | 1913               |              | Museumslandschaft Hessen Kassel                                                                               | Kassel                      |
|        | Gerda, retrato a meio corpo                                                           | 1914               |              | Museu Solomon R. Guggenheim                                                                                   | Manhattan                   |
|        | Banho de soldados                                                                     | 1915               |              | Museu Solomon R. Guggenheim Sparebankstiftelsen DNB’s collection Museu Nacional de Arte Museu de Arte Moderna | Oslo Manhattan              |
|        | Moça num divã                                                                         | 1906               |              | Museu de Arte Moderna                                                                                         | Manhattan                   |
|        | Rua Dresden                                                                           | 1908               |              | Museu de Arte Moderna                                                                                         | Manhattan                   |
|        | Street, Berlin                                                                        | 1913               | Cenas de rua | Museu de Arte Moderna                                                                                         | Manhattan                   |
|        | Colinas de areia em Engadine                                                          | 1917 1918          |              | Museu de Arte Moderna Museu de Belas Artes da Virgínia                                                        | Manhattan                   |
|        | Mountain-Studio                                                                       | década de 1930     |              | Museu Kirchner Davos                                                                                          | Davos                       |
|        | Amantes                                                                               | década de 1930     |              | No/unknown value                                                                                              |                             |
|        | Figura Nua [reverso]                                                                  | 1925 1915          |              | Galeria Nacional de Arte                                                                                      | Washington, D.C.            |
|        | Dois Nus [anverso]                                                                    | 1907               |              | Galeria Nacional de Arte                                                                                      | Washington, D.C.            |
|        | Salão de dança Bellevue [anverso]                                                     | século XX          |              | Galeria Nacional de Arte                                                                                      | Washington, D.C.            |
|        | Duas moças sob um guarda-chuva                                                        | 1910               |              | Galeria Nacional de Arte                                                                                      | Washington, D.C.            |
|        | A visita - casal e recém-chegado                                                      | 1922               |              | Galeria Nacional de Arte                                                                                      | Washington, D.C.            |
|        | Casal dançando na neve                                                                | 1929 1928          |              | Galeria Nacional de Arte                                                                                      | Washington, D.C.            |
|        | Liegende Kuh                                                                          | 1928               |              | Galeria Nacional de Arte                                                                                      | Washington, D.C.            |
|        | Serra Kummeralp e dois barracões                                                      | 1920               |              | Art Institute of Chicago                                                                                      | Chicago                     |
|        | Três banhistas                                                                        | 1913               |              | Galeria de Arte da Nova Gales do Sul                                                                          | Sydney                      |
|        | Paisagem montanhosa de Clavadel                                                       | 1925               |              | Museu de Belas Artes de Boston                                                                                | Boston                      |
|        | Nu reclinado                                                                          | 1909               |              | Museu de Belas Artes de Boston                                                                                | Boston                      |
|        | Natureza-morta com jarro e bacia africana                                             | 1912               |              | Los Angeles County Museum of Art "degenerate art" collection Galeria de Arte de Mannheim                      | Los Angeles                 |
|        | Duas Mulheres                                                                         | 1911 1922          |              | Los Angeles County Museum of Art                                                                              | Los Angeles                 |
|        | Domingo nos Alpes                                                                     | 1922               |              | Los Angeles County Museum of Art                                                                              | Los Angeles                 |
|        | Dois Nus numa sala                                                                    | 1914               |              | Los Angeles County Museum of Art                                                                              | Los Angeles                 |
|        | Moça sentada (Fränzi Fehrmann)                                                        | década de 1910     |              | Instituto de Artes de Minneapolis                                                                             | Minneapolis                 |
|        | Boémia Moderna                                                                        | 1924               |              | Instituto de Artes de Minneapolis "degenerate art" collection Museum Folkwang                                 | Minneapolis                 |
|        | Berna com a Torre do Sino                                                             | 1935               |              | Instituto de Artes de Minneapolis                                                                             | Minneapolis                 |
|        | Vista de Dresden: Schlossplatz                                                        | 1926               |              | Instituto de Artes de Minneapolis                                                                             | Minneapolis                 |
|        | Lição de ballet                                                                       | 1910               |              | Instituto de Artes de Minneapolis                                                                             | Minneapolis                 |
|        | Villa em Dresden                                                                      | 1910               |              | Museu de Belas Artes de Gante                                                                                 | Gante                       |
|        | Tinzenhorn - Desfiladeiro de Zügen perto de Monstein                                  | 1919               |              | Museu Kirchner Davos                                                                                          | Davos                       |
|        | Curving Bay                                                                           | 1917               |              | Museu Thyssen-Bornemisza                                                                                      | Madrid                      |
|        | Rua com Coquete de vermelho                                                           | 1925 1914          |              | Museu Thyssen-Bornemisza                                                                                      | Madrid                      |
|        | Nua de joelhos em frente de tela vermelha (no verso: Nua sentada com a perna dobrada) | 1912               |              | Museu Thyssen-Bornemisza                                                                                      | Madrid                      |
|        | Doris com gola plissada                                                               | 1908 1906          |              | Museu Thyssen-Bornemisza                                                                                      | Madrid                      |
|        | O barreiro                                                                            | 1906               |              | Museu Thyssen-Bornemisza                                                                                      | Madrid                      |
|        | Paisagem com castanheiro                                                              | 1913               |              | Museu Thyssen-Bornemisza                                                                                      | Madrid                      |
|        | Cozinha alpina                                                                        | 1918               |              | Museu Thyssen-Bornemisza                                                                                      | Madrid                      |
|        | O Junkerboden nevado                                                                  | 1938 1936          |              | Museu Thyssen-Bornemisza                                                                                      | Madrid                      |
|        | Nua mulher sentada com o joelho dobrado                                               | 1922               |              | Museu Thyssen-Bornemisza                                                                                      | Madrid                      |
|        | Retrato de Gerda                                                                      | 1914               |              | Von der Heydt Museum                                                                                          | Elberfeld                   |
|        | Chá no Fehmarn                                                                        | 1914               |              | Museu Municipal de Haia                                                                                       | Haia                        |
|        | Czardas Dancers                                                                       |                    |              | Museu Municipal de Haia                                                                                       | Haia                        |
|        | Banhistas                                                                             | década de 1920     |              | Museu Municipal de Haia                                                                                       | Haia                        |
|        | Três nus na floresta                                                                  | 1908               |              | Stedelijk Museum                                                                                              | Amesterdão                  |
|        | Jan Wiegers                                                                           | 1924               |              | Stedelijk Museum                                                                                              | Amesterdão                  |
|        | Moça nua atrás de cortina (Fränzi)                                                    | 1910               |              | Stedelijk Museum                                                                                              | Amesterdão                  |
|        | Artista desenhando com duas Mulheres                                                  | 1913               |              | Stedelijk Museum                                                                                              | Amesterdão                  |
|        | Auto-retrato como soldado                                                             | 1915               |              | Allen Memorial Art Museum "degenerate art" collection Museu Städel                                            | Ohio                        |
|        | Natureza-morta com Esculturas e Flores                                                | 1912               |              | Groninger Museum                                                                                              | Groningen                   |
|        | Menina com criança                                                                    | 1924               |              | Groninger Museum                                                                                              | Groningen                   |
|        | Arqueiros                                                                             | 1935               |              | Museu Kirchner Davos                                                                                          | Davos                       |
|        | Lua nascente sobre o Stafelalp                                                        | 1917               |              | |                             |
|        | Sertigtal no outono                                                                   | 1925               |              | Museu Kirchner Davos                                                                                          | Davos                       |
|        | Ponte de Wiesen                                                                       | 1926               |              | Museu Kirchner Davos                                                                                          | Davos                       |
|        | Cena de rua                                                                           | 1913               |              | Galeria de Arte de Ontário                                                                                    | Toronto                     |
|        | Davos com igreja                                                                      | 1925               |              | Museu Kirchner Davos                                                                                          | Davos                       |
|        | Moças nuas conversando                                                                | 1909               |              | Museum Kunstpalast                                                                                            | Pempelfort                  |
|        | Patinador no gelo                                                                     | 1929               |              | Dallas Museum of Art                                                                                          | Dallas                      |
|        | Paisagem de inverno com luar                                                          | 1919               |              | Detroit Institute of Arts                                                                                     | Detroit                     |
|        | Stafelalp ao luar                                                                     | 1919               |              | |                             |
|        | Stafelalp em nevoeiro                                                                 | 1918               |              | |                             |
|        | Baía na Costa de Fehmarn                                                              | 1913               |              | Museu Städel                                                                                                  | Frankfurt am Main           |
|        | Estação Königstein                                                                    | 1916               |              | Museu Städel                                                                                                  | Frankfurt am Main           |
|        | Porto ocidental de Frankfurt                                                          | 1916               |              | Museu Städel                                                                                                  | Frankfurt am Main           |
|        | Porta de Brandemburgo                                                                 | 1929               |              | Würth Collection                                                                                              |                             |
|        | Na borda da floresta                                                                  | 1935 1936          |              | Kunsthaus Glarus                                                                                              | Glarona                     |
|        | Margens do Lützow de manhã                                                            | 1929               |              | |                             |
|        | Nollendorfplatz                                                                       | 1912               |              | Stiftung Stadtmuseum Berlin                                                                                   | Berlim                      |
|        | Praça Belle Aliance em Berlin                                                         | 1914               |              | Neue Nationalgalerie                                                                                          | Berlin-Mitte                |
|        | Das Boskett: Albertplatz in Dresden                                                   | 1911               |              | "degenerate art" collection Museu Wallraf–Richartz                                                            |                             |
|        | Ponte no Priessnitzmündung                                                            | século XX          |              | Museu Kirchner Davos                                                                                          | Davos                       |
|        | Duas Mulheres com Bacia                                                               | 1913               |              | Museu Städel                                                                                                  | Frankfurt am Main           |
|        | Mulher deitada nua                                                                    | 1931               |              | Museu Kirchner Davos                                                                                          | Davos                       |
|        | Quatro banhistas                                                                      | 1909               |              | Von der Heydt Museum                                                                                          | Elberfeld                   |
|        | Mulheres e crianças no banho                                                          | 1925 1932          |              | Galeria Henze & Ketterer                                                                                      |                             |
|        | Amazona                                                                               | 1931 1932          |              | Museu Kirchner Davos                                                                                          | Davos                       |
|        | Grupo de artistas                                                                     | década de 1920     |              | Museum Ludwig                                                                                                 | Altstadt-Nord               |
|        | Banhistas em Moritzburg                                                               | 1926               |              | Tate | Southwark                   |
|        | Teatro Japonês                                                                        | 1909               |              | Galerias Nacionais da Escócia                                                                                 | City of Edinburgh           |
|        | Interior com mulher e homem nus                                                       | 1924               |              | Galerias Nacionais da Escócia                                                                                 | City of Edinburgh           |
|        | As montanhas de Klosterser                                                            | 1923               |              | Galeria Belvedere                                                                                             | Landstraße                  |
|        | Nascer da Lua: Soldado e Donzela                                                      | 1905               |              | Museu de Belas-Artes de Houston                                                                               | Houston                     |
|        | Rebanho de ovelhas                                                                    | 1938               |              | Museu Brücke                                                                                                  | Steglitz-Zehlendorf         |
|        | Nus no estúdio                                                                        | 1912               |              | Leopold Museum                                                                                                | Neubau Viena                |
|        | Cabanas alpinas e Tinsenhorn                                                          | século XX          |              | Coleções de Pinturas do Estado da Baviera                                                                     | Munique                     |
|        | Circo                                                                                 | 1913               |              | Coleções de Pinturas do Estado da Baviera                                                                     | Munique                     |
|        | A tenda                                                                               | 1914               |              | Coleções de Pinturas do Estado da Baviera                                                                     | Munique                     |
|        | Par de dançarinos nas variedades                                                      | 1911               |              | Coleções de Pinturas do Estado da Baviera "degenerate art" collection                                         | Munique                     |
|        | Solitary Firs                                                                         | 1919               |              | Coleções de Pinturas do Estado da Baviera                                                                     | Maxvorstadt                 |
|        | Zwei Näherinnen                                                                       | 1920               |              | Coleções de Pinturas do Estado da Baviera "degenerate art" collection                                         | Munique                     |
|        | Bäuerin mit Kind                                                                      | 1922               |              | Coleções de Pinturas do Estado da Baviera                                                                     | Munique                     |
|        | Mulheres no chá                                                                       | 1914               |              | Coleções de Pinturas do Estado da Baviera                                                                     | Munique                     |
|        | Interior                                                                              | 1915               |              | Coleções de Pinturas do Estado da Baviera                                                                     | Munique                     |
|        | Elisabethufer                                                                         | 1913               |              | Coleções de Pinturas do Estado da Baviera                                                                     | Munique                     |
|        | Erna mit Zigarette                                                                    | 1915               |              | Coleções de Pinturas do Estado da Baviera                                                                     | Munique                     |
|        | Kühe im Walde                                                                         | 1919               |              | Coleções de Pinturas do Estado da Baviera                                                                     | Munique                     |
|        | Lago da floresta na Boémia                                                            | 1911               |              | Coleções de Pinturas do Estado da Baviera                                                                     | Munique                     |
|        | Autorretrato como doente                                                              | 1918               |              | Coleções de Pinturas do Estado da Baviera                                                                     | Maxvorstadt                 |
|        | Stafelalp                                                                             | 1918               |              | Coleções de Pinturas do Estado da Baviera                                                                     | Munique                     |
|        | Dança entre mulheres                                                                  | 1915               |              | Coleções de Pinturas do Estado da Baviera                                                                     | Munique                     |
|        | Card playing boy                                                                      | década de 1910     |              | Coleções de Pinturas do Estado da Baviera "degenerate art" collection                                         | Munique                     |
|        | Escola de dança                                                                       | 1914               |              | Coleções de Pinturas do Estado da Baviera                                                                     | Maxvorstadt                 |
|        | Path between Trees, Fehman                                                            | 1914               |              | Coleções de Pinturas do Estado da Baviera                                                                     | Munique                     |
|        | Railroad in Taunus                                                                    | 1916               |              | Coleções de Pinturas do Estado da Baviera                                                                     | Munique                     |
|        | Dois irmãos                                                                           | 1921               |              | Coleções de Pinturas do Estado da Baviera                                                                     | Munique                     |
|        | Metro e Comboio                                                                       | 1914               |              | Museu Behnhaus Drägerhaus                                                                                     | Centro histórico de Lübeck  |
|        | Seis dançarinas                                                                       | 1911               |              | Museu de Belas Artes da Virgínia                                                                              | Richmond                    |
|        | Dodo e o seu irmão                                                                    | 1908               |              | Smith College Museum of Art                                                                                   | Northampton                 |
|        | Dodo com um chapéu de plumas                                                          | 1911               |              | Museu de Arte de Milwaukee                                                                                    | Milwaukee                   |
|        | Pessoas nuas brincando                                                                | 1910               |              | Coleções de Pinturas do Estado da Baviera                                                                     | Maxvorstadt                 |
|        | Menina em camisa branca                                                               | 1914               |              | Yale University Art Gallery                                                                                   | New Haven                   |
|        | Inverno em Davos                                                                      |                    |              | Museu de Arte Moderna de São Francisco                                                                        | São Francisco               |
|        | Lago do parque em Dresden                                                             | 1906               |              | Coleções Nacionais de Dresden                                                                                 | Dresden                     |
|        | Street Scene with Hairdresser Salon                                                   | 1926               |              | Coleções Nacionais de Dresden "degenerate art" collection Dresden City Museum                                 | Dresden                     |
|        | The Nurse                                                                             | década de 1910     |              | Museu Nacional de Arte                                                                                        | Oslo                        |
|        | Vista de Basileia e do Reno                                                           | década de 1920     |              | Museu de Arte de Saint Louis NEPIP                                                                            | St. Louis                   |
|        | Lutadores num circo                                                                   | 1909               |              | Museu de Arte de Cleveland                                                                                    | Cleveland                   |
|        | Valete com doces                                                                      | 1918               |              | Niedersächsisches Landesmuseum für Kunst und Kulturgeschichte                                                 | Oldemburgo                  |
|        | Mulher reclinada (?) com camisa branca                                                | 1909               |              | Museu Städel                                                                                                  | Frankfurt am Main           |
|        | Variedades; Par de dançarinos ingleses                                                | 1909               |              | Museu Städel                                                                                                  | Frankfurt am Main           |
|        | Cabeça do pintor (Auto-retrato)                                                       | 1925               |              | Museu Kirchner Davos                                                                                          | Davos                       |
|        | Coastal Landscape on Fehmarn                                                          | 1913               |              | Detroit Institute of Arts                                                                                     | Detroit                     |
|        | Portrait of the Poet Ghuttmann                                                        | 1910               |              | Museu de Arte Nelson-Atkins                                                                                   | Kansas City                 |
|        | Cafe                                                                                  | 1928               |              | Detroit Institute of Arts                                                                                     | Detroit                     |
|        | Acordeonista em noite enluarada                                                       | 1924               |              | Museu Städel                                                                                                  | Frankfurt am Main           |
|        | Nu de pé com chapéu                                                                   | 1915               |              | Museu Städel                                                                                                  | Frankfurt am Main           |
|        | Nude at the Studio                                                                    | 1910               |              | Museu Städel                                                                                                  | Frankfurt am Main           |
|        | Nude Woman at window                                                                  | década de 1920     |              | Museu Städel                                                                                                  | Frankfurt am Main           |
|        | Scene at a Café                                                                       | 1926               |              | Museu Städel                                                                                                  | Frankfurt am Main           |
|        | Sleigh Ride in the Snow                                                               | década de 1920     |              | Museu Städel                                                                                                  | Frankfurt am Main           |
|        | Fehmarn Houses                                                                        | 1908               |              | Museu Städel                                                                                                  | Frankfurt am Main           |
|        | Forest Scene (Moritzburg Lakes)                                                       | século XX          |              | Museu Städel                                                                                                  | Frankfurt am Main           |
|        | Dois Nus na Floresta II                                                               | 1926               |              | Museu Städel                                                                                                  | Frankfurt am Main           |
|        | Interior com duas mulheres                                                            | 1908 1926          |              | Museu Nacional Alemão                                                                                         | Nuremberga                  |
|        | Retrato de uma mulher                                                                 | 1911               |              | Albright–Knox Art Gallery                                                                                     | Buffalo                     |
|        | Schiahörner mit Enzian (Schiahorner with Gentian)                                     | 1925               |              | Albright–Knox Art Gallery                                                                                     | Buffalo                     |
|        | Mulher e Moça                                                                         |                    |              | Seattle Art Museum                                                                                            | Seattle                     |
|        | Cyclamen                                                                              | década de 1910     |              | Metropolitan Museum of Art                                                                                    | Manhattan                   |
|        | Cavaleiro de Circo (frente), Dançarinas com castanholas (verso)                       | 1914               |              | Museu de Arte de Saint Louis "degenerate art" collection Abteiberg Museum                                     | St. Louis                   |
|        | Pink Roses                                                                            | 1918               |              | Museu de Arte de Saint Louis                                                                                  | St. Louis                   |
|        | Portrait of a Woman                                                                   | 1911               |              | Museu de Arte de Saint Louis                                                                                  | St. Louis                   |
|        | Tavern                                                                                | 1909               |              | Museu de Arte de Saint Louis                                                                                  | St. Louis                   |
|        | View from the Window                                                                  | 1914               |              | Museu de Arte de Saint Louis "degenerate art" collection Hamburger Kunsthalle                                 | St. Louis                   |
|        | Woman in a Green Jacket                                                               | 1913               |              | Museu de Arte de Saint Louis                                                                                  | St. Louis                   |
|        | Autorretrato como bebedor                                                             | 1914               |              | Museu Nacional Alemão                                                                                         | Nuremberga                  |
|        | Banhistas (Städel)                                                                    | século XX          |              | Museu Städel                                                                                                  | Frankfurt am Main           |
|        | Banhista entre rochas                                                                 | 1912               |              | Museu Städel                                                                                                  | Frankfurt am Main           |
|        | Caçador de gaivotas na floresta                                                       | 1912               |              | Museu Städel                                                                                                  | Frankfurt am Main           |
|        | Hallesches Tor                                                                        | 1913               |              | No/unknown value                                                                                              |                             |
|        | Forest in Winter                                                                      | década de 1920     |              | Museum Ludwig                                                                                                 | Altstadt-Nord               |
|        | Brown Figures in a Café                                                               | 1929 1928          |              | Museum Ludwig                                                                                                 | Altstadt-Nord               |
|        | Ski Jumpers                                                                           | 1919               |              | Vanderbilt Museum of Art                                                                                      | Nashville                   |
|        | "Der Maler" (Selbstbildnis)                                                           | 1920               |              | Staatliche Kunsthalle                                                                                         | Karlsruhe                   |
|        | Alphütte                                                                              | 1919               |              | Staatliche Kunsthalle                                                                                         | Karlsruhe                   |
|        | Gaskessel und Vorortsbahn                                                             | 1914               |              | Staatliche Kunsthalle                                                                                         | Karlsruhe                   |
|        | Varietétänzerin                                                                       | 1910               |              | Staatliche Kunsthalle                                                                                         | Karlsruhe                   |
|        | Still life with seagulls, poppies and strawberries                                    |                    |              | |                             |
|        | Railway Bridge on Löbtauer Strasse in Dresden                                         | século XX          |              | Galerie Neue Meister                                                                                          | Dresden                     |
|        | Portrait of Alfred Döblin                                                             | 1912               |              | Museus de Arte de Harvard Busch–Reisinger Museum                                                              | Cambridge                   |
|        | Self-Portrait with Cat                                                                | 1920               |              | Museus de Arte de Harvard Busch–Reisinger Museum "degenerate art" collection Museum Folkwang                  | Cambridge                   |
|        | Bathers on the beach of Fehmarn                                                       | 1913               |              | Neue Nationalgalerie                                                                                          | Berlin-Mitte                |
|        | Self Portrait with a Girl                                                             | década de 1910     |              | Neue Nationalgalerie                                                                                          | Berlin-Mitte                |
|        | Frauenkirch in the Winter                                                             | década de 1910     |              | Neue Nationalgalerie                                                                                          | Berlin-Mitte                |
|        | Landscape with Two Nudes                                                              | 1921               |              | Neue Nationalgalerie                                                                                          | Berlin-Mitte                |
|        | Wiesenblumen und Katze                                                                | década de 1930     |              | Neue Nationalgalerie                                                                                          | Berlin-Mitte                |
|        | Portrait of Erna Schilling                                                            | 1913               |              | Neue Nationalgalerie                                                                                          | Berlin-Mitte                |
|        | Atelier corner                                                                        | século XX          |              | Neue Nationalgalerie                                                                                          | Berlin-Mitte                |
|        | House among Trees (Fehmarn)                                                           | 1913               |              | Neue Nationalgalerie                                                                                          | Berlin-Mitte                |
|        | Two bathers (Fehmarn)                                                                 | 1912               |              | Neue Nationalgalerie                                                                                          | Berlin-Mitte                |
|        | Paar, sitzend                                                                         | século XX          |              | Neue Nationalgalerie                                                                                          | Berlin-Mitte                |
|        | Max Liebermann                                                                        | 1926               |              | Neue Nationalgalerie                                                                                          | Berlin-Mitte                |
|        | NUDE AT THE MIRROR                                                                    |                    |              | |                             |
|        | Gut Staberhof, Fehmarn I                                                              | 1913               |              | Hamburger Kunsthalle                                                                                          | Hamburg-Mitte               |
|        | Akte im Strandwald                                                                    | 1912               |              | "degenerate art" collection Abteiberg Museum Moritzburg Art Museum                                            |                             |
|        | Three bathers                                                                         | 1913               |              | "degenerate art" collection Galeria de Arte da Nova Gales do Sul Kunstsammlungen der Stadt Düsseldorf         |                             |
|        | Landschaft mit blauen Felsen und Wasserfall                                           | 1919               |              | "degenerate art" collection Museum Folkwang Museu Kirchner Davos                                              |                             |
|        | Still life with mask (reverse four bathers)                                           | 1911               |              | "degenerate art" collection Museum Folkwang Buchheim Museum of Imagination                                    |                             |
|        | Coast of Fehnmar in Horizontal Format                                                 | 1912               |              | "degenerate art" collection Museum Folkwang                                                                   |                             |
|        | Tannen im Gebirge                                                                     | 1920               |              | "degenerate art" collection Hamburger Kunsthalle Saarland Museum                                              |                             |
|        | Rote Häuser                                                                           | 1910               |              | "degenerate art" collection Galeria de Arte de Mannheim                                                       |                             |
|        | Striding into the Sea                                                                 | 1912               |              | "degenerate art" collection Staatsgalerie Stuttgart                                                           | Estugarda                   |
|        | Weiblicher Akt im Grünen                                                              | 1914               |              | "degenerate art" collection National Museum in Szczecin Abteiberg Museum                                      |                             |
|        | Tinzenhorn; Zügenschlucht bei Monstein                                                |                    |              | "degenerate art" collection Museum Wiesbaden Museu Kirchner Davos                                             |                             |
|        | Mondaufgang auf Fehmarn                                                               | 1914               |              | "degenerate art" collection Museum Wiesbaden Museum Kunstpalast                                               |                             |
|        | Dunes and Sea, Fehmarn                                                                | 1913               |              | "degenerate art" collection Kunsthalle Bremen                                                                 |                             |
|        | White Cow                                                                             | 1920               |              | Hamburger Kunsthalle                                                                                          | Hamburg-Mitte               |
|        | Horses in the pasture                                                                 | 1907               |              | "degenerate art" collection Kunstsammlungen Chemnitz – Museum am Theaterplatz                                 |                             |
|        | Knabe mit Vogel                                                                       | 1918               |              | "degenerate art" collection Niedersächsisches Landesmuseum für Kunst und Kulturgeschichte                     |                             |
|        | Sudio Corner                                                                          | 1922               |              | "degenerate art" collection Alte Nationalgalerie Neue Nationalgalerie                                         |                             |
|        | Frau und Mädchen                                                                      | 1923               |              | "degenerate art" collection Pinacoteca dos Mestres Antigos Seattle Art Museum                                 |                             |
|        | Artistin (Marcella)                                                                   | 1910               |              | Museu Brücke                                                                                                  | Steglitz-Zehlendorf         |
|        | Bootshafen auf Fehmarn                                                                | 1913               |              | "degenerate art" collection Jenaer Kunstverein Kunsthalle Bremen                                              |                             |
|        | Fehnmarn Bay with Boats                                                               | 1913               |              | "degenerate art" collection Alte Nationalgalerie                                                              |                             |
|        | Self-Portrait                                                                         | 1914               |              | "degenerate art" collection Hamburger Kunsthalle Museu Brücke                                                 | Steglitz-Zehlendorf         |
|        | Russian Woman                                                                         | 1912               |              | Museum Ludwig                                                                                                 | Altstadt-Nord               |
|        | Frau mit erhobenem Rock                                                               | 1913               |              | "degenerate art" collection                                                                                   |                             |
|        | In the cafe garden                                                                    | 1914               |              | Museu Brücke                                                                                                  | Steglitz-Zehlendorf         |
|        | Nude Combing Hair                                                                     | 1913               |              | "degenerate art" collection Museu Brücke                                                                      | Steglitz-Zehlendorf         |
|        | Dancing Couple                                                                        | 1914               |              | "degenerate art" collection Museum Folkwang                                                                   |                             |
|        | Der Abschied; Botho und Hugo                                                          | 1914               |              | "degenerate art" collection Staatsgalerie Stuttgart                                                           |                             |
|        | Bauernmittag                                                                          | 1920               |              | "degenerate art" collection Hamburger Kunsthalle                                                              |                             |
|        | Kopf Erna                                                                             |                    |              | "degenerate art" collection Museu Städel Museu Kirchner Davos                                                 |                             |
|        | Sick Man at Night / The Sick Man                                                      | 1920               |              | "degenerate art" collection Museu Sprengel Niedersächsisches Landesmuseum für Kunst und Kulturgeschichte      | Südstadt-Bult               |
|        | Portrait of Oskar Schlemmer                                                           | 1914               |              | "degenerate art" collection Museum Folkwang Hessisches Landesmuseum Darmstadt                                 |                             |
|        | Botho Graef und Freund                                                                | 1914               |              | "degenerate art" collection                                                                                   |                             |
|        | Russische Tänzerin                                                                    |                    |              | "degenerate art" collection Silesian Museum of Fine Arts Kunsthalle Bielefeld                                 |                             |
|        | Königstein Train Station                                                              | 1917               |              | "degenerate art" collection Museum Folkwang Sammlung Deutsche Bank                                            |                             |
|        | Blick ins Tobel                                                                       |                    |              | "degenerate art" collection Alte Nationalgalerie Kunsthalle Bielefeld                                         |                             |
|        | Stillleben mit Gläsern                                                                | 1912               |              | "degenerate art" collection Aichi Arts Center                                                                 |                             |
|        | Das Wohnzimmer                                                                        | 1923               |              | Hamburger Kunsthalle                                                                                          | Hamburg-Mitte               |
|        | Two Red Dancers                                                                       | 1914               |              | "degenerate art" collection Alte Nationalgalerie                                                              |                             |
|        | Zurich                                                                                | 1926               |              | Instituto de Artes de Minneapolis                                                                             | Minneapolis                 |
|        | a blue boy                                                                            |                    |              | Munich Central Collecting Point                                                                               | Munique                     |
|        | Bathers on the beach of Fehmarn                                                       | 1913               |              | Buchheim Museum of Imagination                                                                                | Bernried am Starnberger See |
|        | Nude on blue ground                                                                   | 1911               |              | Buchheim Museum of Imagination                                                                                | Bernried am Starnberger See |
|        | Paar vor den Menschen                                                                 | 1924               |              | Hamburger Kunsthalle                                                                                          | Hamburg-Mitte               |
|        | Interior with painter                                                                 | 1921               |              | Buchheim Museum of Imagination                                                                                | Bernried am Starnberger See |
|        | Painter and Model                                                                     | 1910               |              | Hamburger Kunsthalle                                                                                          | Hamburg-Mitte               |
|        | Bathers beneath Trees, Fehmarn                                                        | 1913               |              | Norton Simon Museum                                                                                           | Pasadena                    |
|        | Burg auf Fehmarn                                                                      | 1912               |              | Westphalian State Museum of Art and Cultural History                                                          | Münster                     |
|        | Kastanienallee                                                                        | 1916               |              | Westphalian State Museum of Art and Cultural History                                                          | Münster                     |
|        | Frau mit Kind unter Tannen                                                            | 1936               |              | Westphalian State Museum of Art and Cultural History                                                          | Münster                     |
|        | Alpweg nach dem Gewitter                                                              | década de 1920     |              | Westphalian State Museum of Art and Cultural History                                                          | Münster                     |
|        | Kaffeetafel (Vs), Auf Fehmarn (Rs)                                                    |                    |              | Westphalian State Museum of Art and Cultural History                                                          | Münster                     |
|        | Blue Girl in the Sun                                                                  | 1910               |              | No/unknown value                                                                                              |                             |
|        | Tangotee                                                                              | século XX          |              | No/unknown value                                                                                              |                             |
|        | Taunus Road                                                                           | 1916               |              | Museu de Belas Artes da Virgínia                                                                              | Richmond                    |
|        | Two Women on the Street                                                               | 1914               |              | |                             |
|        | Judgment of Paris                                                                     | 1911               |              | |                             |
|        | Doris und Heckel am Tisch                                                             | novembro de 1910   |              | Museum Gunzenhauser                                                                                           | Zentrum                     |
|        | Wrestlers in a Circus                                                                 | 1909               |              | |                             |
|        | Girl under a Japanese umbrella                                                        | 1909               |              | Kunstsammlung Nordrhein-Westfalen                                                                             | Düsseldorf                  |
|        | Dancing Scene                                                                         | 1911               |              | Kunstsammlung Nordrhein-Westfalen                                                                             | Düsseldorf                  |
|        | Staberhof Estate On Fehmarn                                                           | 1913               |              | |                             |
|        | Two women on the street                                                               | 1914               |              | Kunstsammlung Nordrhein-Westfalen                                                                             | Düsseldorf                  |
|        | The Living Room                                                                       | 1921               |              | |                             |
|        | Street Scene                                                                          | 1914               |              | No/unknown value                                                                                              |                             |
|        | Suburb of Berlin                                                                      | 1912               |              | Wadsworth Atheneum                                                                                            | Hartford                    |
|        | Tanz im Varieté (Steptanz)                                                            | 1911               |              | No/unknown value                                                                                              |                             |
|        | Waldschlucht Stafel                                                                   |                    |              | Kunst Museum Winterthur                                                                                       | Winterthur                  |
|        | Junkerboden                                                                           | 1919               |              | Museu de Belas Artes                                                                                          | Berna                       |
|        | Erich Heckel and Otto Mueller Playing Chess                                           | 1913               |              | Museu Brücke                                                                                                  | Steglitz-Zehlendorf         |
|        | Stafelalp, retour des animaux                                                         | 1919               |              | Museu das Belas Artes                                                                                         | Basileia                    |
|        | Toilet – Women in Front of the Mirror                                                 | 1920 1912 1913     |              | Museu Nacional de Arte Moderna                                                                                | Saint-Merri                 |
|        | Street scene                                                                          | 1914               |              | Staatsgalerie Stuttgart                                                                                       | Estugarda                   |
|        | Zwei Akte mit Badetub und Ofen                                                        | 1911               |              | Museum Frieder Burda                                                                                          | Baden-Baden                 |
|        | The Russian Dancer Mela                                                               | 1911               |              | No/unknown value                                                                                              |                             |
|        | Judgement of Paris (recto) / Bathers at Fehmarn (verso)                               | 1912               |              | Wilhelm-Hack-Museum                                                                                           | Ludwigshafen am Rhein       |
|        | Pantomime Reimann: The Revenge of the Dancer                                          | 1912               |              | No/unknown value                                                                                              |                             |
|        | Ausstellung Deutsche Grafik im Kunstsalon Wolfsberg                                   | década de 1920     |              | |                             |
|        | Wannsee Railway seen through the Studio Window                                        | 1914               |              | Staatsgalerie Stuttgart                                                                                       | Estugarda                   |
|        | Ohne Titel [Landstrasse und Hütte]                                                    |                    |              | Museu das Belas Artes                                                                                         | Kreis 1 Zurique             |
|        | Schneeschmelze. Berglandschaft mit Alphütte                                           | 1922               |              | Museu das Belas Artes                                                                                         | Kreis 1 Zurique             |
|        | Sonntag am Zürichsee                                                                  | 1925               |              | Museu das Belas Artes                                                                                         | Kreis 1 Zurique             |
|        | Waldlandschaft mit Bach                                                               | década de 1920     |              | Museu das Belas Artes                                                                                         | Kreis 1 Zurique             |
|        | Sertigtal                                                                             | 1922               |              | Museu das Belas Artes                                                                                         | Kreis 1 Zurique             |
|        | Zwei Akte auf blauem Sofa                                                             | século XX          |              | Museu das Belas Artes                                                                                         | Kreis 1 Zurique             |
|        | Der Einradfahrer                                                                      | 1911               |              | Museu das Belas Artes                                                                                         | Kreis 1 Zurique             |
|        | Landschaft Sertigtal                                                                  | 1924               |              | Museu das Belas Artes                                                                                         | Kreis 1 Zurique             |
|        | Mädchen mit Katze, Fränzi                                                             | 1910               |              | Museu das Belas Artes                                                                                         | Kreis 1 Zurique             |
|        | The Railroad Viaduct                                                                  | 1914               |              | Museum Ludwig                                                                                                 | Altstadt-Nord               |
|        | Monstein Village near Davos                                                           | 1927               |              | Museum Folkwang                                                                                               | Stadtbezirk II (Essen)      |
|        | Women drinking Coffee                                                                 | 1908               |              | Westphalian State Museum of Art and Cultural History                                                          | Münster                     |
|        | On Fehmarn                                                                            | 1913               |              | Westphalian State Museum of Art and Cultural History                                                          | Münster                     |
|        | Uprooted Tree                                                                         | 1922               |              | Museu Sprengel                                                                                                | Südstadt-Bult               |
|        | Music Room II                                                                         | 1915               |              | Museu Sprengel                                                                                                | Südstadt-Bult               |
|        | Bergheuer, Heuer auf der Alp                                                          | década de 1920     |              | |                             |
|        | Studentin mit Freund                                                                  | 1926               |              | Museum Ludwig                                                                                                 | Altstadt-Nord               |
|        | Stilleben mit Tulpen, Exoten und Händen                                               | 1912               |              | Museum Ludwig                                                                                                 | Altstadt-Nord               |
|        | Milchträgerin in den Alpen                                                            | década de 1910     |              | Museum Ludwig Museu Wallraf–Richartz                                                                          | Altstadt-Nord               |
|        | Junger Mann vor der Laube                                                             | 1923               |              | Museum Ludwig                                                                                                 | Altstadt-Nord               |
|        | Tanzpaare im Mondschein auf Sennerei a.d. Stafelalp                                   | 1918               |              | Museum Ludwig                                                                                                 | Altstadt-Nord               |
|        | Pfortensteg Chemnitz                                                                  | 1910               |              | Museum Frieder Burda                                                                                          | Baden-Baden                 |
|        | Straße mit Passanten bei Nachtbeleuchtung                                             | 1927               |              | Museum Frieder Burda                                                                                          | Baden-Baden                 |
|        | Frauenkopf vor Sonnenblumen                                                           | 1906               |              | Museum Frieder Burda                                                                                          | Baden-Baden                 |
|        | Female Nude (Dodo)                                                                    | 1909               |              | Galeria Albertina Batliner Collection                                                                         | Innere Stadt Viena          |
|        | Bahnhofseinfahrt, Bahnhof Löbau                                                       | 1911               |              | Galeria Albertina Batliner Collection                                                                         | Innere Stadt Viena          |
|        | Cows at Sunset                                                                        | 1919               |              | Galeria Albertina Batliner Collection                                                                         | Innere Stadt Viena          |
|        | Zwei Akte im Raum                                                                     | 1914               |              | Galeria Albertina Batliner Collection                                                                         | Innere Stadt Viena          |
|        | Nackter Jüngling und Mädchen am Strand                                                | 1913               |              | Galeria Albertina Batliner Collection                                                                         | Innere Stadt Viena          |
|        | Grüne Dame im Gartencafé                                                              | 1912               |              | Kunstsammlung Nordrhein-Westfalen                                                                             | Düsseldorf                  |
|        | Eberhard Grisebach                                                                    | 1917               |              | No/unknown value                                                                                              |                             |
|        | STILL LIFE WITH FLOWERS                                                               | 1928               |              | |                             |
|        | Blumentopf und Zuckerdose; Blumen                                                     | década de 1910     |              | |                             |
|        | Still Life with Glasses                                                               | 1912               |              | Aichi Prefectural Museum of Art                                                                               | Higashisakura 1-chōme       |
|        | Garden with Sunshine                                                                  | 1935               |              | Aichi Prefectural Museum of Art                                                                               | Higashisakura 1-chōme       |